# Ballando con le stelle (quarta edizione)
La quarta edizione di Ballando con le stelle è andata in onda dal 28 settembre al 23 novembre 2007 su Rai 1, condotta da Milly Carlucci con Paolo Belli. 
L’edizione è stata vinta dalla coppia formata dall'attrice e showgirl Maria Elena Vandone e dal ballerino Samuel Peron.

## Regolamento
Questa edizione ha avuto una durata di nove settimane, cioè minore rispetto alle due precedenti, che avevano avuto una durata di undici settimane. Inoltre, le coppie in gara vengono nuovamente diminuite a dodici. Viene poi abbandonato il meccanismo della Supercoppa che gli autori avevano introdotto nei due anni precedenti, dato che quest'anno lo show non è stato abbinato alla Lotteria Italia. Visti questi cambiamenti, gli autori, per migliorare l'andamento della gara, hanno aggiunto al regolamento del programma il meccanismo del Ballerino per una notte, che prevede che ad ogni puntata partecipi come ospite un personaggio famoso a livello italiano ed internazionale e si esibisca in una coreografia di uno stile di danza.

## Cast

### Concorrenti
| VIP                 | Attività                               | Insegnante          | Stato                |
| ------------------- | -------------------------------------- | ------------------- | -------------------- |
| Maria Elena Vandone | Attrice e showgirl                     | Samuel Peron        | Vincitori            |
| Anna Falchi         | Attrice e showgirl                     | Stefano Di Filippo  | Secondi classificati |
| Ivan Zazzaroni      | Giornalista                            | Natalia Titova      | Terzi classificati   |
| Gabriele Cirilli    | Attore, comico e conduttore televisivo | Vicky Martin        | Quarti classificati  |
| Irene Pivetti       | Giornalista e conduttrice televisiva   | Mauro Rossi         | Quinti classificati  |
| Licia Colò          | Scrittrice e conduttrice televisiva    | Raimondo Todaro     | Eliminati            |
| Riccardo Sardonè    | Attore e regista                       | Annalisa Di Filippo | Eliminati            |
| Massimo Lopez       | Attore, doppiatore e comico            | Serena Lecca        | Eliminati            |
| Elisa Silvestrin    | Showgirl e annunciatrice               | Sante Mandolini     | Eliminati            |
| Catherine Spaak     | Attrice e cantante                     | Benedetto Capraro   | Eliminati            |
| Giovanni Muciaccia  | Conduttore televisivo                  | Ola Karieva         | Eliminati            |
| Michael Reale       | Attore                                 | Marta Faiola        | Eliminati            |

### Giuria
- Amanda Lear
- Fabio Canino
- Carolyn Smith (presidente di giuria)
- Lamberto Sposini
- Guillermo Mariotto

## Tabellone
Legenda
     Coppia salva
     Coppia eliminata provvisoriamente
     Coppia eliminata definitivamente
     Coppia salvata dalla giuria
     Coppia salvata dal pubblico a casa
     Coppia ripescata
     Coppia non gareggiante in puntata
| Concorrente         | Ballerino/a         | Puntate         | Puntate         | Puntate         | Puntate         | Puntate        | Puntate         | Puntate         | Puntate                  | Puntate         |
| Concorrente         | Ballerino/a         | 1ª              | 2ª              | 3ª              | 4ª              | 5ª             | 6ª              | 7ª              | Semifinale e Ripescaggio | Finale          |
| ------------------- | ------------------- | --------------- | --------------- | --------------- | --------------- | -------------- | --------------- | --------------- | ------------------------ | --------------- |
| Maria Elena Vandone | Samuel Peron        | Salvi           | Salvi           | Salvi           | Salvi           | Salvi          | Salvi           | Ultimi 2 (69%)  | Salvi                    | Vincitori (80%) |
| Anna Falchi         | Stefano Di Filippo  | Ultimi 3 (50%)  | Salvi           | Salvi           | Ultimi 2 (66%)  | Salvi          | Ultimi 3 (30%)  | Eliminati (18%) | Ripescati (61%)          | Secondi (20%)   |
| Ivan Zazzaroni      | Natalia Titova      | Salvi           | Ultimi 2 (70%)  | Salvi           | Ultimi 3        | Salvi          | Salvi           | Salvi           | Salvi                    | Terzi (13%)     |
| Gabriele Cirilli    | Vicky Martin        | Salvi           | Salvi           | Salvi           | Salvi           | Salvi          | Salvi           | Salvi           | Salvi                    | Quarti          |
| Irene Pivetti       | Mauro Rossi         | Salvi           | Ultimi 3        | Salvi           | Salvi           | Salvi          | Salvi           | Salvi           | Salvi                    | Quinti          |
| Licia Colò          | Raimondo Todaro     | Salvi           | Salvi           | Salvi           | Salvi           | Ultimi 3 (28%) | Ultimi 3 (42%)  | Eliminati (31%) | Eliminati                |                 |
| Riccardo Sardonè    | Annalisa Di Filippo | Salvi           | Salvi           | Ultimi 2 (60%)  | Salvi           | Ultimi 3 (63%) | Eliminati (28%) |                 | Eliminati                |                 |
| Massimo Lopez       | Serena Lecca        | Salvi           | Salvi           | Ultimi 3        | Salvi           | Eliminati (9%) |                 |                 | Eliminati                |                 |
| Elisa Silvestrin    | Sante Mandolini     | Ultimi 3 (26%)  | Salvi           | Salvi           | Eliminati (34%) |                |                 |                 | Eliminati (39%)          |                 |
| Catherine Spaak     | Benedetto Capraro   | Salvi           | Salvi           | Eliminati (40%) |                 |                |                 |                 | Eliminati                |                 |
| Giovanni Muciaccia  | Ola Karieva         | Ultimi 4        | Eliminati (30%) |                 |                 |                |                 |                 | Eliminati                |                 |
| Michael Reale       | Marta Faiola        | Eliminati (24%) |                 |                 |                 |                |                 |                 | Eliminati                |                 |

## Ballerini per una notte
In questa sezione sono indicati i Ballerini per una notte, cioè quei personaggi famosi che, per una sera, si sono cimentati a ballare, per poi essere giudicati dalla giuria tecnica. In seguito, i punti da loro ottenuti sono stati sommati a quelli di una coppia a rischio eliminazione ritenuta invece meritevole dalla giuria di essere salvata.
| Puntata | Ospite               | Attività            | Ballerino/a          | Punteggio | Assegnatari tesoretto            |
| ------- | -------------------- | ------------------- | -------------------- | --------- | -------------------------------- |
| 1ª      | Naomi Campbell       | Top model e attrice | Alessandro Camerotto | 33        | Giovanni Muciaccia e Ola Karieva |
| 2ª      | Ronn Moss            | Attore              | Nancy Berti          | 36        | Irene Pivetti e Mauro Rossi      |
| 3ª      | Katherine Kelly Lang | Attrice             | Giacomo Steccaglia   | 46        | Massimo Lopez e Serena Lecca     |
| 4ª      | Eleonora Abbagnato   | Ballerina e attrice | Alessandro Camerotto | 50        | Ivan Zazzaroni e Natalia Titova  |

## Ascolti
| Puntata                  | Messa in onda     | Telespettatori | Share  | Fonte         |
| ------------------------ | ----------------- | -------------- | ------ | ------------- |
| 1                        | 28 settembre 2007 | 5 309 000      | 24,52% | [ 1 ]         |
| 2                        | 5 ottobre 2007    | 4 828 000      | 22,51% | [ 2 ]         |
| 3                        | 12 ottobre 2007   | 4 979 000      | 22,51% | [ 3 ]         |
| 4                        | 19 ottobre 2007   | 4 789 000      | 21,88% | [ 4 ]         |
| 5                        | 26 ottobre 2007   | 5 058 000      | 21,44% | [ 5 ]         |
| 6                        | 3 novembre 2007   | 4 948 000      | 21,24% | [ 6 ]         |
| 7                        | 9 novembre 2007   | 4 884 000      | 20,83% | [ 7 ]         |
| Semifinale e ripescaggio | 16 novembre 2007  | 5 370 000      | 22,41% | [ 8 ] [ 9 ]   |
| Finale                   | 23 novembre 2007  | 5 734 000      | 24,34% | [ 10 ] [ 11 ] |
| Media                    | Media             | 5 100 000      | 22,41% |               |